# Igrzyska Dalekiego Wschodu 1915
II Igrzyska Dalekiego Wschodu odbyły się w maju 1915 w mieście Szanghaj w Chinach.
W czasie tych Igrzysk Stowarzyszenie Igrzysk Dalekiego Wschodu organizujące te zawody zmieniło nazwę na Stowarzyszenie Lekkoatletyczne Dalekiego Wschodu. Podobnie jak dwa lata wcześniej, w zawodach tych brało udział sześć państw:
- Brytyjska Kompania Wschodnioindyjska
- Chiny (organizator)
- Filipiny
- Hongkong
- Japonia
- Syjam